# گورنگا دراگوشا

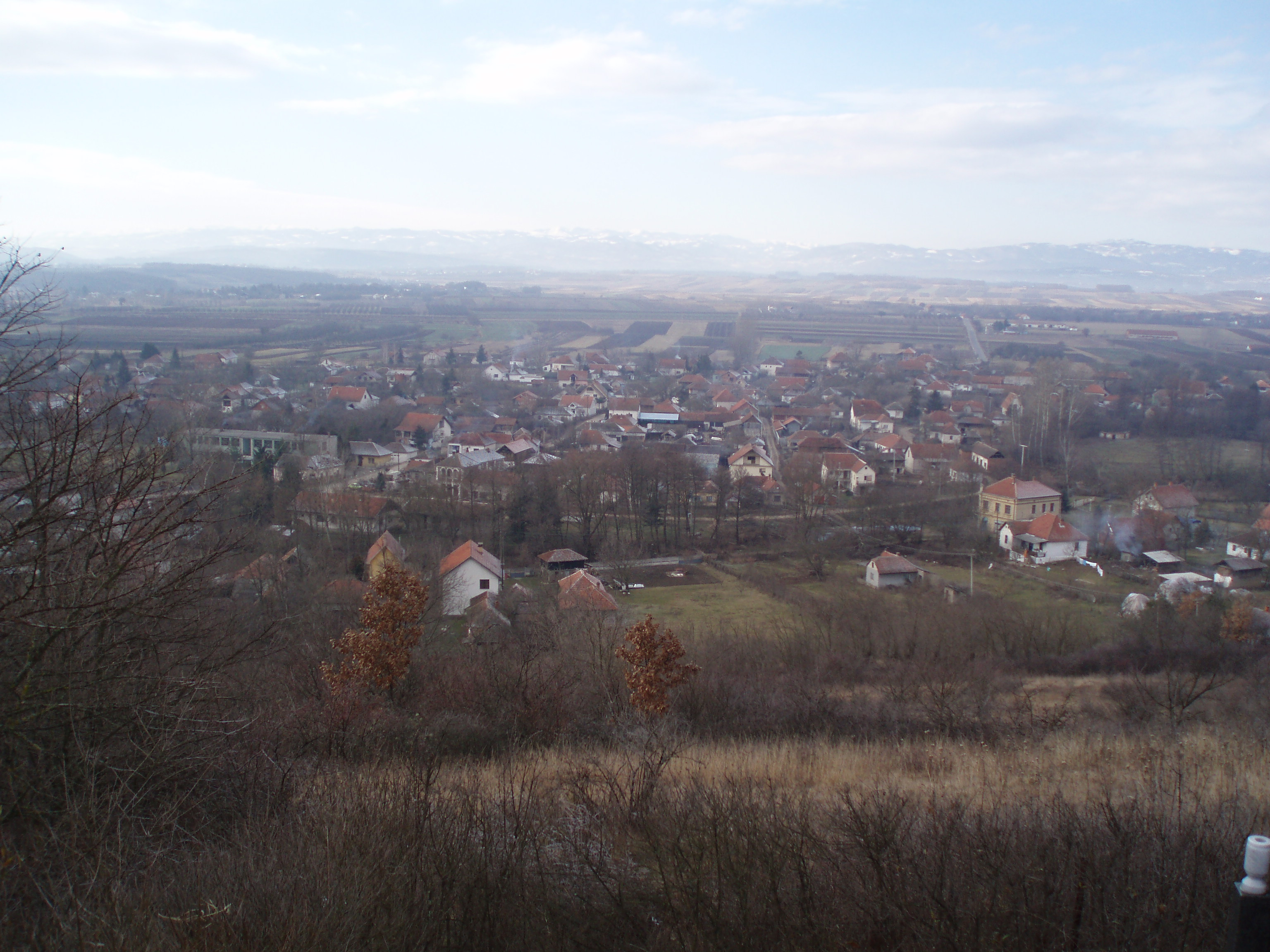
تصویری با نمای بالا از روستای گورنگا دراگوشا

گورنگا دراگوشا (به صربی: Gornja Draguša) یک روستا در صربستان است که در بلاتسه واقع شده‌است. گورنگا دراگوشا ۲۵۸ نفر جمعیت دارد.